# Гвардия „Пантери“
Вижте пояснителната страница за други значения на Гвардия.
Гвардия „Пантери“ (на сръбски: Гарда Пантери) е елитна военна част на въоръжените сили на Република Сръбска.
По време на войната в Босна и Херцеговина имат около 2000 бойци, от тях 100 са убити а 800 - ранени. Техни командири са Любиша Маузер и Бранко Пантелич.

## История
Гвардия „Пантери“ е основана на 2 май 1992 г.